# Películas más taquilleras de Argentina
La cinematografía en Argentina se ha convertido desde inicios del siglo XX y especialmente luego en el periodo llamado Época de Oro del Cine Argentino (aproximadamente 1950 a 1970), teniendo un gran resurgimiento desde fines del pasado siglo XX e inicios del presente siglo XXI, en una de las más desarrolladas de América Latina e incluso (si no en cuanto a cantidad sí en cuanto a calidad) de todo el mundo. Por eso su industria ha encontrado en el mercado internacional una oportunidad comercial que logra entre sus más exitosos proyectos, aumentar la recaudación obtenida en dicho país. Entre los logros más importantes con los que cuenta Argentina, se encuentran sus 7 nominaciones al Óscar a mejor película extranjera, ganando dos con La historia oficial (1985) y El secreto de sus ojos (2010). La estrecha relación existente con el premio anteriormente mencionado y la recaudación internacional es relevante, ya que establece cierto posicionamiento en el mercado mundial.

## Películas con mayor recaudación
Sólo se incluyen películas que hayan conseguido más de 10 millones de dólares en el ámbito internacional.
| Año  | Título original        | Título usado en el extranjero | Director             | Recaudación (USD) | Ref   |
| ---- | ---------------------- | ----------------------------- | -------------------- | ----------------- | ----- |
| 2009 | El secreto de sus ojos | The secret in their eyes      | Juan José Campanella | $56,965,279       | [ 1 ] |
| 2014 | Relatos salvajes       | Wild tales                    | Damián Szifron       | $44,100,000       | [ 2 ] |
| 2013 | Metegol                | Underdogs                     | Juan José Campanella | $34,061,097       | [ 3 ] |
| 2015 | El clan                | The Clan                      | Pablo Trapero        | $20,381,005       | [ 4 ] |
| 2011 | Don Gato y su pandilla | Top cat                       | Alberto Mar          | $14,714,672       | [ 5 ] |
| 2000 | Nueve reinas           | Nine queens                   | Fabián Bielinsky     | $12,413,888       | [ 6 ] |
| 2016 | Me casé con un boludo  | I married a dumb              | Juan Taratuto        | $12,442,495       | [ 7 ] |
| 2006 | El ratón Pérez         | The hairy tooth fairy         | Juan Pablo Buscarini | $10,583,534       | [ 8 ] |
| 2018 | El Ángel               | The Angel                     | Luis Ortega          | $10,564,532       | [ 9 ] |

## Películas con participación argentina de gran recaudación
| Año  | Título original          | Título usado en el extranjero  | Director                 | Recaudación (USD) | Ref    |
| ---- | ------------------------ | ------------------------------ | ------------------------ | ----------------- | ------ |
| 2015 | Focus                    | Focus                          | Glenn Ficarra John Requa | $158,962,963      | [ 10 ] |
| 2004 | Diarios de motocicleta   | The Motorcycle Diaries         | Walter Salles            | $57,663,224       | [ 11 ] |
| 2015 | Secretos de una obsesión | Secret in Their Eyes           | Billy Ray                | $34,854,990       | [ 12 ] |
| 2016 | 100 años de perdón       | A Hundred Years of Forgiveness | Daniel Calparsoro        | $9,041,187        | [ 13 ] |
| 2015 | Truman                   | Truman                         | Cesc Gay                 | $9,027,600        | [ 14 ] |